# Dan Blackburn
Daniel Clark "Dan" Blackburn, född 20 maj 1983, är en kanadensisk före detta professionell ishockeymålvakt som tillbringade två säsonger i den nordamerikanska ishockeyligan National Hockey League (NHL), där han spelade för ishockeyorganisationen New York Rangers. Han släppte in i genomsnitt 3,22 mål per match och höll nollan (inte släppt in ett mål under en match) en gång på 63 grundspelsmatcher. Blackburn spelade också på lägre nivåer för Hartford Wolf Pack i American Hockey League (AHL), Victoria Salmon Kings i ECHL och Kootenay Ice i Western Hockey League (WHL).
Han draftades i första rundan i 2001 års draft av New York Rangers som 10:e spelare totalt.
Blackburn kunde bara spela två säsonger innan han var tvungen att lägga av vid 22 års ålder på grund en nervskada i ena armen som gjorde det omöjligt att fortsätta som ishockeymålvakt.